# آ.ار.د
آ. اِر. د (آلمانی: ARD) که مخفف عبارتِ «کنسرسیوم ادارات رادیویی دولتی جمهوری فدرال آلمان» (آلمانی: Arbeitsgemeinschaft der öffentlich-rechtlichen Rundfunkanstalten der Bundesrepublik Deutschland – Consortium) است، سازمانی متشکل از شبکه‌ها و ایستگاه‌های رادیو تلویزیونی محلی در کشور آلمان است که نخستین بار در سال ۱۹۵۰ میلادی، در آلمان غربی شکل گرفت تا نماینده و حافظ منافعِ شبکه‌های غیرمتمرکز و نوظهور رادیو-تلویزیونی آلمان پس از جنگ جهانی دوم باشد. شبکه اصلی آ. اِر. د کانال یک تلویزیون آلمان یا داس ارسته است که به صورت ۲۴ ساعته برنامه پخش می‌کند.
هم‌اکنون، «آ. اِر. د» بزرگ‌ترین بنگاه خبرپراکنیِ همگانی در جهان است که تعداد کارکنانش ۲۲٬۶۱۲ نفر و بودجهٔ سالیانهٔ آن، ۶٫۹ میلیارد یورو است که از محل دریافت حقِ اشتراک از مردم، شرکت‌های خصوصی و حتی ادارات دولتی تأمین می‌شود. حقِ اشتراک برای هر خانوار به‌طور معمول، حدود ۱۷٫۵۰ یورو در ماه است. خانوارهایی که به دلیل مشکلات مادی، از دولت آلمان کمک‌هزینه دریافت می‌دارند، از پرداخت آن معافند. مدیریت کل آ. اِر. د بنابر قانون هر دو سال یکبار تغییر می‌یابد. این پست در سال ۲۰۱۸ به خبرنگار و وکیل آلمانی اورلیش ویلهلم منتقل خواهد شد.

## شبکه‌های زیر مجموعه
- تلویزیون شمال آلمان ان دی ار (هامبورگ)
- ب ار (مونیخ)
- تلویزیون هسه (فرانکفورت)
- ام د ار (لایپزیک)
- ار ب (برمن)
- ار ب ب (برلین)
- تلویزیون زارلند (زاربروکن)
- تلویزیون جنوب غرب (اشتوتگارت)
- تلویزیون غرب آلمان (کلن)
- دویچه‌وله (بن)